# Tabora

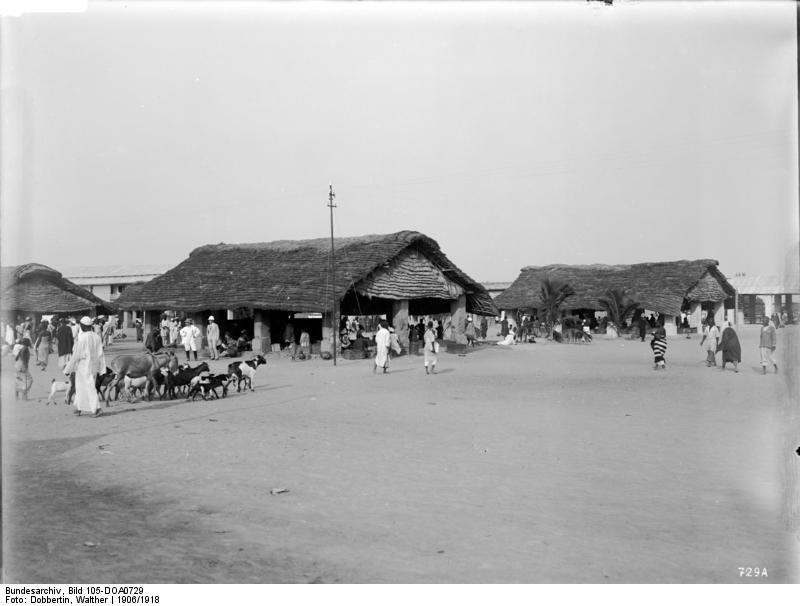
Targ w Taborze na początku XX wieku, w czasach kolonialnych

Tabora – miasto w środkowej Tanzanii (dawniej znane jako Kazeh), ośrodek administracyjny regionu Tabora.
Tabora leży na wysokości 1200 m. W 2013 liczyła 170 tys. mieszkańców. Jest ośrodkiem handlowym regionu rolniczego (głównie uprawa tytoniu i orzeszków ziemnych). Występuje przemysł drzewny, maszynowy, metalowy, spożywczy oraz zakłady naprawcze taboru kolejowego.
Od 1820 Tabora była ośrodkiem handlu niewolnikami i kością słoniową. W XIX wieku centrum wymiany handlowej z obszarem Konga.

## Transport
Tabora jest stacją węzłową na centralnej linii kolejowej. Miasto posiada połączenia pasażerskie z Kigomą, Mwanzą oraz Dar es Salaam. Znajduje się tu również port lotniczy Tabora.